# シーエス・ワンテン
株式会社シーエス・ワンテン（英: CS One Ten,Ltd.）は、テレビ朝日系列の衛星基幹放送事業者。スカパー!（東経110度CS放送）をプラットフォームとしている。本社は、東京都港区六本木六丁目9番1号（EXタワー内）。本項目ではシーエス・ワンテンが放送を行っていたデータ放送のワンテンポータルについても解説する。

## 沿革
- 2000年12月25日 - 郵政省より東経110度CSデジタル放送の委託放送業務認定を受ける。
- 2001年4月10日 - 株式会社シーエス・ワンテン設立。設立当初はユニバーサル映画が「スタジオ・ユニバーサル」と「13thストリート」の2つのチャンネルを提供する予定であった[1]が頓挫している。
- 2002年7月1日 - スカイパーフェクTV!2（現・スカパー!）にて本放送開始。
- 2003年9月29日 - 本社を新青山ビルに移転。
- 2007年6月4日 - 本社をテレビ朝日本社ビルに移転。
- 2012年
  - 2月23日 - 総務省よりテレ朝チャンネル（現・テレ朝チャンネル1）・MTV・朝日ニュースター（現・テレ朝チャンネル2）の3チャンネルのHDTV化が認定された。
  - 3月1日 - BBCワールドニュースの画角情報を16:9放送化。
  - 4月1日 - テレビ朝日が衛星チャンネル（2012年3月31日まで朝日ニュースターを運営）よりシーエス・ワンテン株式を取得、連結子会社化した[2]。
  - 7月1日 - テレ朝チャンネル・朝日ニュースターのハイビジョン放送を開始。また、チャンネル名称をそれぞれ「テレ朝チャンネルHD」「朝日ニュースターHD」に変更した。
  - 9月1日 - ミュージック・エアの画角情報を16:9放送化。
  - 9月29日 - CNNjの画角情報を16:9放送化。
  - 12月1日 - MTVのハイビジョン放送を開始。また、チャンネル名称を「MTV HD」に変更した。
- 2013年
  - 4月1日 - テレ朝チャンネルHD・朝日ニュースターHDのチャンネル名称をそれぞれ「テレ朝チャンネル1 ドラマ・バラエティ・アニメ」「テレ朝チャンネル2 ニュース・スポーツ」に変更した。
  - 12月2日 - 本社をEXタワーに移転。
- 2014年
  - 4月1日 - テレビ朝日ホールディングス（同日付でテレビ朝日から商号変更、認定放送持株会社に移行）の完全子会社となった。また、同日付で、テレ朝チャンネル2 ニュース・スポーツのチャンネル名称を「テレ朝チャンネル2 ニュース・情報・スポーツ」に変更し、ジャンルを「ニュース」から「総合エンターテイメント」に変更した。

## 本社所在地
- 2002年7月1日 - 2003年9月28日：〒150-0001 東京都港区六本木三丁目16番33号 青葉六本木ビルディング
- 2003年9月29日 - 2007年6月3日：〒107-0062 東京都港区南青山一丁目1番1号 新青山ビル
- 2007年6月4日 - 2013年12月1日：〒106-0032 東京都港区六本木六丁目9番1号 テレビ朝日本社ビル
- 2013年12月2日 - ：〒106-8001 東京都港区六本木六丁目9番1号 EXタワー

## チャンネル
太字はハイビジョン放送チャンネル。

### 現在放送中のチャンネル
テレビ放送
- テレ朝チャンネル（番組供給事業者：テレビ朝日） - 共にCS1-ND2ch、各16スロット×2ch＝合計32スロット→各12スロット2ch＝合計24スロット
  - Ch.298 テレ朝チャンネル1
  - Ch.299 テレ朝チャンネル2
  - 2018年8月28日　各チャンネル12スロットに縮小。
- Ch.323 MTV（番組供給事業者：バイアコム・ネットワークス・ジャパン） - CS2-ND6ch、16スロット→CS2-ND4ch 12スロット
  - 2018年8月28日　CS2-ND4chに移動。12スロットに縮小。
- Ch.324 ミュージック・エア（番組供給事業者：アトス・インターナショナル） - CS1-ND8ch、6スロット→CS2-ND6ch、6スロット、16:9SD放送
  - 2018年8月28日　CS2-ND6chに移動。ネットワーク変更によりチャンネル番号をCh.326からCh.324に変更。
- Ch.339 ディズニージュニア （番組供給事業者：ウォルト・ディズニー・ジャパン）CS1ネットワークND8ch、6スロット→CS1-ND2ch 12スロット
  - 2017年9月15日　ブロードキャスト・サテライト・ディズニーから基幹放送事業を譲受[3]。2018年8月28日　CS1-ND2chに移動。ハイビジョン化。
  - 兄弟チャンネルのディズニー・チャンネルは、ブロードキャスト・サテライト・ディズニーが衛星基幹放送事業者として、2021年6月1日からは、BSデジタル放送の物理チャンネル BS-3ch→BS-23chに移動。同時に6スロット→12スロットになりハイビジョン化。同Ch.BS256にて放送中。
- Ch.353 BBCニュース（番組供給事業者：BBCワールド ジャパン） - CS2ネットワークND16ch、6スロット、16:9SD放送
  - 2023年4月2日までは「BBCワールドニュース」。同年4月3日よりチャンネル名称を変更した。
- Ch.354 CNNj（番組供給事業者：日本ケーブルテレビジョン） - CS2ネットワークND6ch、6スロット、16:9SD放送

### 放送を終了したチャンネル
業態変更したカミングスーンTV以外は、全てチャンネル自体が放送終了に至っている。
テレビ放送
- Ch.225 カミングスーンTV（番組供給事業者：ギャガ・クロスメディア・マーケティング）
放送終了後は紆余曲折を経てANN系列のメ〜テレ傘下に入り、エンタメ〜テレ☆シネドラバラエティ（スカパー!での放送は番組供給事業者の名古屋テレビネクスト直営により2018年10月1日に復活）となり、現在に至る。その意味において、当社で過去に放送していたチャンネルで唯一現在も放送されているチャンネルかつテレビ朝日系列との関係があるチャンネルでもある。
- Ch.260 ザ・ゴルフ・チャンネル（番組供給事業者：ワールド・ハイビジョン・チャンネル）
日本におけるGolf Channelの放送権が、ジュピターゴルフネットワークに移行したことにより放送を終了。
- Ch.361 ジャスト・アイ インフォメーション（番組供給事業者：マツモトキヨシ）
TBSテレビと提携していたが、同系列のC-TBS（現・CS-TBS）ではなく当社が放送していた。

データ放送
- Ch.110 ワンテンポータル
- Ch.360 囲碁名人戦 ・朝日オープン将棋

### 放送開始断念したチャンネル
- スタジオ・ユニバーサル
- 13thストリート